# Cupone
Cupone è una località montana del comune di Spezzano della Sila (CS), situata a 1150 metri s.l.m., adiacente al lago Cecita, nel cuore del Parco nazionale della Sila. La località consente l'accesso a vari percorsi di visita del Parco nazionale della Sila. Comprende anche un centro visita completo di orto botanico (attualmente non interamente allestito), un museo naturalistico e di osservatori faunistici dai quali ammirare il lupo della Sila e altre specie.

## Storia

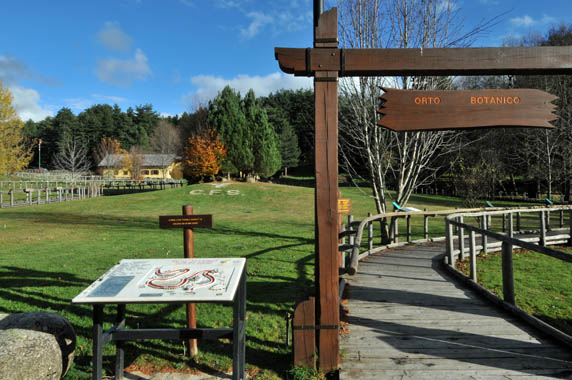
Ingresso Orto Botanico

Il toponimo "Cupone" deriva presumibilmente da un antico pino “cupo”, ovvero la cui base si presentava concava e scura perché scavato dai pastori al fine di ricavarne resina da usare per alimentare fiaccole. La sua memoria storica testimonia di lunghe contese territoriali tra il pubblico demanio e privati cittadini definitesi solo nel maggio 1876. Comprende una corposa formazione pura di pino laricio, a densità colma, con esemplari monumentali ancora in vita, alla quale si alternano aree pascolative. Dagli inizi del XX secolo si riscontra un oculato programma di sfruttamento delle sue risorse. Inizialmente con attività di segheria, successivamente produce colofonia ed essenza di trementina, e poi con attività di falegnameria. Divenne infine un centro propulsore di politiche di difesa e conservazione ambientale.

## Luoghi d'interesse

### Orto botanico

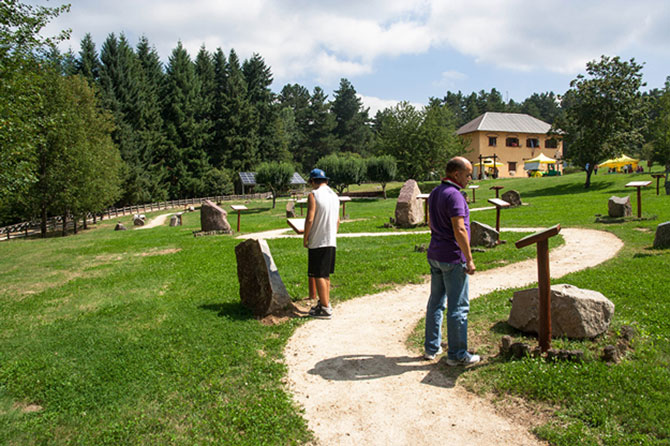
Giardino Geologico

L'orto botanico, al suo interno, annovera la flora autoctona del territorio del parco. Il percorso realizzato con traversine di legno delimitate da una staccionata con corrimano, è fruibile anche mediante lettori mp3 che illustrano le varie specie. Si compone di una zona umida e una acida, che mostrano la vegetazione nell'esposizione a sud con pino laricio e a nord con faggio e abete bianco. Sono presenti 116 punti di stazionamento dove sono descritte le varie specie. Il percorso prevede tutte le accortezze necessarie per l'esplorazione dell'orto da parte di persone con disabilità motorie e sensoriali (paraplegici, non vedenti e ipovedenti). Questi ultimi sono guidati nel percorso mediante pannelli in caratteri braille e schede con caratteri visibili per gli ipovedenti. All'ingresso è disponibile una pianta in marmo dell'intera area per consentire l'orientamento.

### Osservatori

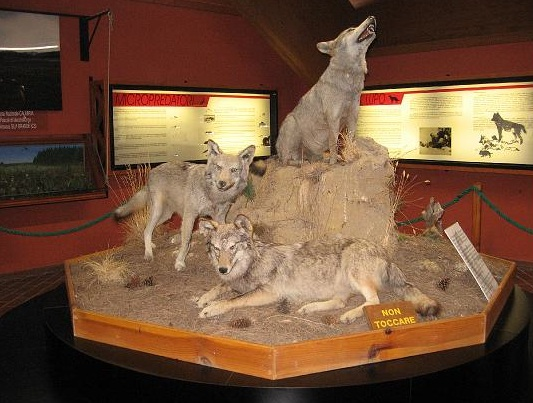
Lupi esposti nel museo

Dalla località si diramano una serie di sentieri naturalistici dai quali visitare i recinti faunistici del lupo, del capriolo, del daino, del cervo e del gufo reale. È inoltre possibile raggiungere il sito archeologico del Cupone, proprio sulle sponde del lago Cecita, dove gli archeologi stanno rinvenendo reperti collocabili tra il Neolitico e l'Eneolitico. Sono presenti sentieri e percorsi didattici di diversa difficoltà percorribili a piedi o in mountain bike.

### Museo naturalistico
Il museo naturalistico, nato dall'adattamento degli spazi intorno ad una segheria demaniale, espone la fauna autoctona. Dispone di una sala interamente dedicata al tema "Albero" e al legno, una sala dedicata alla fauna, dove spicca la figura del lupo, una sala per i rettili e una per gli uccelli. Consente di apprezzare campioni di reperti e di manufatti sequestrati dal Corpo Forestale dello Stato, derivanti da specie in via d’estinzione e spesso trafugate o destinate al traffico illegale. Dispone anche di una sala convegni.

### Giardino geologico
Il giardino geologico consente l'osservazione delle caratteristiche rocce del territorio silano, tra roccaglie acide e massi di granito erratici.